# 紀元前73年
紀元前73年（きげんぜん73ねん）は、ローマ暦の年である。

## 他の紀年法
- 干支 : 戊申
- 日本
  - 崇神天皇25年
  - 皇紀588年
- 中国
  - 前漢 : 本始元年
- 朝鮮
  - 檀紀2261年
- 仏滅紀元 : 471年
- ユダヤ暦 : 3688年 - 3689年

## できごと

### ブリタニア
- ジェフリー・オブ・モンマスによれば、ルッドがブリタニアの王になった。

### ローマ
- スパルタクスに率いられた奴隷達により、第三次奴隷戦争が始まった。

## 誕生
- ヘロデ大王（紀元前4年没）

## 死去
- ヘリ王